# Muusoctopus oregonae
Muusoctopus oregonae is een inktvissensoort uit de familie van de Enteroctopodidae. De wetenschappelijke naam van de soort werd voor het eerst geldig gepubliceerd in 1981 door Toll als Benthoctopus oregonae.